# Krug (Indira Radić)
Krug är Indira Radićs femte studioalbum som släpptes på Zam Production, den 16 september 1996.

## Låtlista
1. Krug (Cirkel)
2. Ujed za srce (Bita av hjärtat)
3. Opasno je opasno (Farligt är farligt)
4. Otišlo si, ostala sam (Du gick, var jag)
5. Da kamen zaplače (En sten gråter)
6. Nevero (Aldrig)
7. Srebrna duga (Silver skuld)
8. Sin (Son)

### Fotnoter
1. ↑  ”Krug”. Discogs. http://www.discogs.com/Indira-Srki-Boy-Krug/release/2328143. Läst 23 mars 2013.